# Noszky Jenő (geológus, 1880–1951)
Noszky Jenő (idősebb) (Nagykereskény, 1880. november 3. – Budapest, 1951. március 31.) magyar geológus, paleontológus.

## Életrajza
A Hont vármegyei Nagykereskényben született 1880. november 3-án. Fia, ifjabb Noszky Jenő (1909–1970) ugyancsak geológus lett.
Tanári oklevelét a budapesti egyetemen természetrajz, földrajz és vegytan szaktárgyakból 1906-ban szerezte. 1906–1920 között a késmárki líceumban tanított. 1920-tól az Magyar Nemzeti Múzeum Őslénytárában dolgozott, 1942-ben mint annak igazgatója ment nyugdíjba. 1905-től rendszeres földtani térképezést végzett a Földtani Intézet külső munkatársaként.

## Munkássága

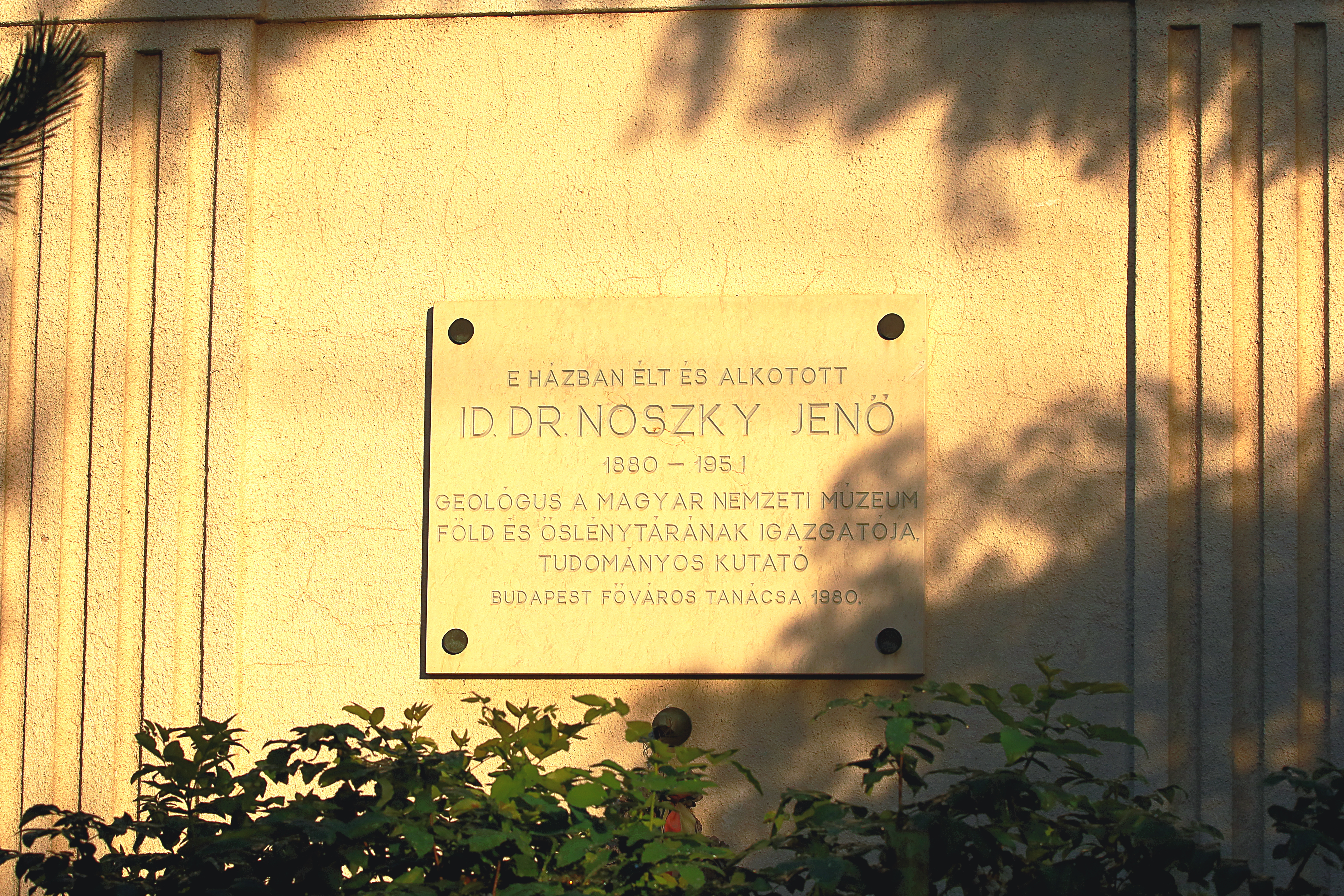
Emléktáblája sashalmi lakóhelyén, a Könyvtár u. 5. számú ház falán

Munkássága maradandó értékű a leíró őslénytan terén: számos új fajt határozott meg és írt le. Több száz cikke és tanulmánya jelent meg hazai és külföldi geológiai szaklapokban. 1945-ben a Magyarhoni Földtani Társulat hazai tiszteleti tagjává avatták, 1948-ban Szabó József-emlékéremmel tüntették ki. 1980. november 3-án leplezték le emléktábláját Sashalmon.

## Főbb munkái
- A Mátra hegység geomorphológiája (Debrecen, 1927)
- A Cserhát hegység földtani viszonyai (Budapest, 1940)